# Чемпионат Европы по конькобежному спорту 1908
Чемпионат Европы по конькобежному спорту 1908 года — 16-й чемпионат Европы, который прошёл 1 по 2 февраля 1908 года в Клагенфурте (Австро-Венгрия). Чемпионат проводился на четырёх дистанциях: 500 метров – 1500 метров – 5000 метров – 10000 метров. С 1908 по 1925 года победителем чемпионата Европы становился конькобежец, выигравший три или четыре дистанции. Если ни одному из участников этого не удалось, победитель определяется по наименьшей сумме мест или полученных очков. Впервые на чемпионате Европы определялась сумма очков за выступления на всех дистанциях классического многоборья, а также серебряные и бронзовые призеры первенства. В соревнованиях принимали участие только мужчины — 12 конькобежцев из 4-х стран. Абсолютным победителем чемпионата Европы второй год подряд стал Мойе Эхольм (Швеция). Первыми призерами европейского первенства стали: Оскар Матисен (Норвегия) и Томас Борер (Австро-Венгрия). Россию на чемпионате представляли два финских конькобежца Йохан Викандер и Арне Шрэй.

## Результаты чемпионата
| место | спортсмен        | страна                        | очки | 500 м     | 1500 м      | 5000 м       | 10000 м     |
| ----- | ---------------- | ----------------------------- | ---- | --------- | ----------- | ------------ | ----------- |
| 1     | Мойе Эхольм      | Швеция                        | 5    | 47,0 (1)  | 2.30,2 (2)  | 9.01,2 (1)   | 18.24,0 (1) |
| 2     | Оскар Матисен    | Норвегия                      | 9,5  | 47,2 (2)  | 2.29,4 (1)  | 9.07,6 (3)   | 18.43,4 (3) |
| 3     | Томас Борер      | Австрия                       | 10,5 | 47,2 (2)  | 2.32,2 (4)  | 9.02,6 (2)   | 18.29,8 (2) |
| 4     | Мартин Сетерхауг | Норвегия                      | 15,5 | 48,2 (6)  | 2.32,0 (3)  | 9.15,6 (4)   | 18.59,8 (4) |
| 5     | Арне Шрэй        | Великое княжество Финляндское | 22   | 50,0 (8)  | 2.33,8 (5)  | 9.22,0 (5)   | 19.38,6 (6) |
| 6     | Франц Шиллинг    | Австрия                       | 26   | 51,2 (11) | 2.36,0 (7)  | 9.25,8 (6)   | 19.12,0 (5) |
| 7     | Сигурд Матхисен  | Норвегия                      | 27,5 | 48,2 (6)  | 2.40,2 (9)  | 9.29,0 (7)   | 20.57,4 (8) |
| 8     | Десидер Гюрман   | Венгрия                       | 28   | 51,0 (10) | 2.35,6 (6)  | 9.46,2 (8)   | 20.12,6 (7) |
| Б/М   | Имре Вампетикс   | Венгрия                       | –    | 50,2 (9)  | 2.41,0 (10) | 10.02,2 (9)  | –           |
| Б/М   | Милтиадес Манно  | Венгрия                       | –    | 47,6 (5)  | 2.38,2 (8)  | Н/Ф          | –           |
| Б/М   | Франц Мыслбэк    | Богемия                       | –    | Н/Ф       | 2.51,2 (11) | 10.14,6 (10) | –           |
| Б/М   | Йохан Викандер   | Великое княжество Финляндское | –    | 47,2 (2)  | –           | Н/С          | –           |

## Ссылка
Результаты конькобежного спорта с 1887 года и по наши дни, анг.